# 2013年蒙地卡羅勞力士大師賽
2013年蒙地卡羅勞力士大師賽，一項男子職業網球巡迴賽，在2013年4月13日至4月21日舉行，場地為紅土球場。這是第107屆蒙地卡羅大師賽巡迴賽，該項賽事第五次由勞力士所贊助。在靠近法國侯克布韻馬丁角摩納哥蒙地卡羅的蒙地卡羅鄉村俱樂部舉行舉行。

## 比賽項目

### 單打
諾瓦克·喬科維奇 擊敗  拉斐爾·納達爾（6–2、7–61）
- 這是喬科維奇今年第3座冠軍與生涯第37座冠軍。

### 雙打
儒利安·貝內托 /  內納德·齊莫尼奇 擊敗  鮑勃·布賴恩 /  邁克·布賴恩（4–6、7–64、[14–12]）

## 外賽連結
- 蒙地卡羅大師賽官方網站